# Machimus ayubiensis
Machimus ayubiensis är en tvåvingeart som beskrevs av Rahim 1976. Machimus ayubiensis ingår i släktet Machimus och familjen rovflugor.
Artens utbredningsområde är Pakistan. Inga underarter finns listade i Catalogue of Life.